# Клементинув (Люблінське воєводство)
Клементинув (пол. Klementynów) — село в Польщі, у гміні Недзьв'яда Любартівського повіту Люблінського воєводства.
Населення — 145 осіб (2011).

## Демографія
Демографічна структура станом на 31 березня 2011 року:
|          | Загалом | Допрацездатний вік | Працездатний вік | Постпрацездатний вік |
| -------- | ------- | ------------------ | ---------------- | -------------------- |
| Чоловіки | 66      | 15                 | 47               | 4                    |
| Жінки    | 79      | 24                 | 40               | 15                   |
| Разом    | 145     | 39                 | 87               | 19                   |